# Irã nos Jogos Olímpicos de Verão de 1988
O Irã participou dos Jogos Olímpicos de Verão de 1988 em Seul, na Coreia do Sul. Conquistou apenas uma medalha, de prata, com Askari Mohammadian. Foi a décima participação do país em Jogos Olímpicos de Verão.